# داگلاس انگلبارت
داگلاس کارل انگلبارت (به انگلیسی: Douglas Carl Engelbart) (زادهٔ ۳۰ ژانویهٔ ۱۹۲۵- مرگ ۲ ژوئیه ۲۰۱۳) مخترع آمریکایی و از پیشگامان علوم رایانه و اینترنت بود. او به دلیل کارهای خود در رابطه با چالش‌های تعامل انسان و رایانه شناخته شده‌است؛ که نتیجه آن اختراع موشواره، توسعه ابرمتن، شبکه‌های رایانه‌ای و پیش‌سازهای واسط گرافیکی کاربر بوده‌است. او طرفدار و متعهد به توسعه و استفاده از رایانه و شبکه رایانه‌ای برای کمک به مقابله با مشکلات فزاینده و پیچیده جهان به‌طور فوری است.

## زندگی
انگلبارت به سالِ ۱۹۲۵ در شهر پورتلند آمریکا متولد شد. در جنگ جهانی دوم به نیروی دریایی ملحق شد و به‌مدت دو سال به‌عنوان تکنسین رادار در فیلیپین به انجام وظیفه پرداخت. پس از پایان جنگ به دانشگاه رفت و با درجه کارشناسی مهندسی برق فارغ‌التحصیل شد و در ادامه در کمیته «شورای ملی هوانوردی آمریکا» (NACA) مشغول به فعالیت شد. او در سالهای ۱۹۵۳ و ۱۹۵۵ موفق به اخذ مدارک کارشناسی ارشد و دکترای مهندسی برق از دانشگاه کالیفرنیا گردید.
وی در سال ۱۹۵۷، به مؤسسه بین‌المللی تحقیقات استنفورد که در آن‌زمان بیش از یک دهه عمر داشت، رفت. در سال ۱۹۶۰ در این مؤسسه، یک مرکز تحقیقاتی با نام ARC را راه‌اندازی کرد و تا ۱۹۷۷ ریاست آن مرکز را بر عهده داشت. در همین مرکز بود که انگلبارت، در سال ۱۹۶۳ ایده موشواره را مطرح کرد.
هر چند که آن ایده، انقلابی در صنعت کامپیوترهای شخصی ایجاد نمود اما سالها طول کشید که موشواره در معرض دید و استفاده عموم مردم قرار گیرد.
در سال ۱۹۸۶ در کنفرانسی در سانفرانسیسکو، انگلبارت ایده‌های ابرمتن، ویرایش آنی متن، استفاده از چند پنجره و کنفرانس تلفنی را مطرح کرد. ضمن اینکه در این کنفرانس او سه دستگاه را که با یکدیگر برای کنترل یک کامپیوتر کار می‌کردند، نشان داد. انگلبارت خطاب به حاضران گفت: “ما یک دستگاه اشاره گر بنام موشواره، یک صفحه کلید استاندارد و یک مجموعه کلید مخصوص داریم. ”
در دنیای کامپیوترهای غول پیکر Main-Frame که با صفحه کلید کنترل می‌شدند موشواره ایده جدیدی بود. انگلبارت در پاسخ به فردی که دلیل انتخاب نام Mouse را پرسیده بود گفت: “من نمی‌دانم چرا اسم آن را Mouse گذاشتیم. بعضی موقع‌ها از این بابت پوزش می‌خواهم. از ابتدا با این اسم شروع شد و ما هیچ‌وقت تغییرش ندادیم. ”
یک سال بعد مرکز تحقیقاتی ARC به جهت تلاشهای او در دنیای کامپیوتر به دومین نقطه ارتباطی پروژه Arpanet که شکل اولیه اینترنت امروزی بود، تبدیل شد.
اکنون پس از گذشت ده‌ها سال از اختراع موشواره این دستگاه کوچک همچنان از ملزومات کامپیوترهای شخصی محسوب می‌شود. او به سبب تلاشهایش جوایز و نشان‌های متعددی را دریافت کرد. از جمله آنها می‌توان به مدال ملی فناوری در سال ۲۰۰۰ و جوایز Lemelson-MIT و جایزه Turing در سال ۱۹۷۷ اشاره کرد.